# Avel an Tre'ch
Avel an Trec'h és una revista desapareguda, publicada a Bretanya en bretó i propera al moviment autonomista bretó.
El 1947, Youenn Olier havia profetitzat la desaparició de la llengua bretona i la seva desagregació des del 1947 amb el partit polític que va crear el 1945 An Avel i la seva revista Avel an Trec'h. Un dels membres del partit fou Pierre Loquet, futur membre del Moviment d'Organització de Bretanya (MOB). De 1945 a 1948, el principal col·laborador d'aquesta revista nacionalista de Youenn Olier fou Yann Ar Gall.